# Myzus biennis
Myzus biennis är en insektsart som beskrevs av Sanborn 1904. Myzus biennis ingår i släktet Myzus och familjen långrörsbladlöss. Inga underarter finns listade i Catalogue of Life.